# ポトスライムの舟
『ポトスライムの舟』（ポトスライムのふね）は、日本の小説家津村記久子による小説である。
本項では、単行本『ポトスライムの舟』に収録されている表題作「ポトスライムの舟」に加え、「十二月の窓辺」についても記述する。

## 概要
中編「ポトスライムの舟」は、『群像』2008年11月号に掲載されたもので、2009年に第140回芥川龍之介賞を受賞している。同年2月4日に単行本『ポトスライムの舟』が刊行された。単行本は、『群像』2007年1月号に掲載された小説「十二月の窓辺」を併録している。単行本の装幀は、名久井直子による。単行本の装画は、のりたけによる。文庫版は、2011年4月15日に講談社文庫より刊行された。中編「ポトスライムの舟」から5年後の物語が『ポースケ』に描かれている。

## あらすじ
ポトスライムの舟
29歳のナガセは、契約社員として工場に勤務する傍ら、友人のヨシカが経営するカフェでアルバイトをしたり、データ入力の内職をしたり、パソコン教室の講師をしたりして働いている。ナガセは、就職氷河期に新卒で入社した会社で上司から凄まじいモラルハラスメントを受けて、退社したという過去をもつ。
ナガセはある日、NPO法人が主催する世界一周のクルージングのポスターを見て、その費用の163万円が自分の工場勤務の年収とほぼ同額であることに気づく。しばらくの後、ナガセは世界一周クルージングの費用を貯めるために、節約に励む。
十二月の窓辺
ツガワは、郊外に本社がある300人程度の社員数をもつ印刷会社の支所で働いているが、職場の先輩のほとんどが年下であり、自分が会社に馴染めていないことを痛感し、自己嫌悪に陥っていた。ツガワはVという女性上司から辛辣なパワーハラスメントを受け、追い詰められていく。

## 主な登場人物
ポトスライムの舟
ナガセ　
長瀬由紀子。29歳。契約社員。奈良県に住んでいる。ポトスライムという観葉植物を育てている。
ヨシカ　
ナガセの大学の同級生。
岡田　
ラインリーダー。
十二月の窓辺
ツガワ
印刷会社の女性社員。
ナガト
薬品会社の社員。

## 書評
ポトスライムの舟
選考委員の髙樹のぶ子は、「大きな夢を見ることができず、小さな夢をつないでいくしかないという現実をよくあらわしている。怒らず、いじけず、あきらめず、したたかに必死に日々を生きる姿が印象的に描かれていた」と評価している。ライターの石井千湖は、「難しい言葉は使われていないので、すっと読めますが、書かれていることは深い」「地に足の着いた金銭感覚を持つ主人公が、工場で稼ぐことができる年収を世界一周旅行に交換するという計画によって、閉塞感からぬけだすところがいい」と評価している。東洋経済オンラインには、「重苦しいはずの社会の底辺近くでのささやかな楽しみや悩み、時に不条理に、しかし結局は日常を受け入れていく心理描写はさわやかで、友達のためになけなしの貯金をなんとなく使ってしまうあたりは秀逸だ」とする評価が掲載されている。